# Burning for Buddy: A Tribute to the Music of Buddy Rich
Burning for Buddy, Volume 1 è un album di tributo al batterista jazz Buddy Rich, ed è stato pubblicato il 4 ottobre 1994. Il disco è stato registrato al Power Station, NYC, a partire dal maggio del 1994, sotto la supervisione del batterista dei Rush Neil Peart, al quale si deve, oltre alla produzione dell'album stesso, l'idea di rendere omaggio a Buddy Rich con un tribute album. Nel 1997 è stato pubblicato un suo seguito.

## Tracce
1. Dancing Men – 6:37
Batteria di Simon Phillips
2. Mercy, Mercy, Mercy – 5:09
Batteria di Dave Weckl
3. Love for Sale – 4:30
Batteria di Steve Gadd
4. Beulah Witch – 4:28
Batteria di Matt Sorum
5. Nutville – 5:09
Batteria di Steve Smith
6. Cotton Tail – 4:36
Batteria di Neil Peart
7. No Jive – 5:46
Batteria di Manu Katché e Mino Cinelu
8. Milestones – 5:03 (composta da Miles Davis, arr. Herbie Phillips)
Batteria di Billy Cobham
9. The Drum Also Waltzes, Pt. 1 – 1:04
Batteria di Max Roach
10. Machine – 3:46
Batteria di Rod Morgenstein
11. Straight, No Chaser – 3:39
Batteria di Kenny Aronoff
12. Slow Funk – 5:33
Batteria di Omar Hakim
13. Shawnee – 3:06
Batteria di Ed Shaughnessy
14. Drumorello – 3:11
Batteria di Joe Morello
15. The Drum Also Waltzes, Pt. 2 – :44
Batteria di Max Roach
16. Lingo – 4:31
Batteria di Bill Bruford
17. Ya Gotta Try – 3:18
Batteria di Marvin “Smitty” Smith
18. Pick Up the Pieces – 5:38
Batteria di Steve Ferrone